# Núi Tambuyukon
Núi Tambuyukon hay Tamboyukon (tiếng Mã Lai: Gunung Tambuyukon) là núi cao thứ ba Malaysia với độ cao là 2.579 m (8.462 ft). Nó nằm gần núi Kinabalu. Núi này có một loạt các loài động thực vật độc đáo, bao gồm các loài cây nắp ấp thuộc chi Nepenthes.